# Bradlec
Bradlec (en allemand : Bradletz) est une commune du district de Mladá Boleslav, dans la région de Bohême-Centrale, en Tchéquie. Sa population s'élevait à 1 356 habitants en 2020.

## Géographie
Bradlec se trouve sur la rive gauche de la Jizera, un affluent d l'Elbe, à 5 km au nord du centre de Mladá Boleslav et à 54 km au nord-est de Prague.
La commune fait partie de l'agglomération de Mladá Boleslav. Elle est limitée par la Jizera et la commune de Bítouchov au nord, par Bakov nad Jizerou au nord et à l'est, par Kosmonosy au sud, par Mladá Boleslav au sud-ouest et par Josefův Důl à l'ouest.

## Histoire

### Les Hospitaliers
Le village a été fondé vers 1250 par les Hospitaliers de l'ordre de Saint-Jean de Jérusalem qui y possédaient une commanderie.

## Galerie

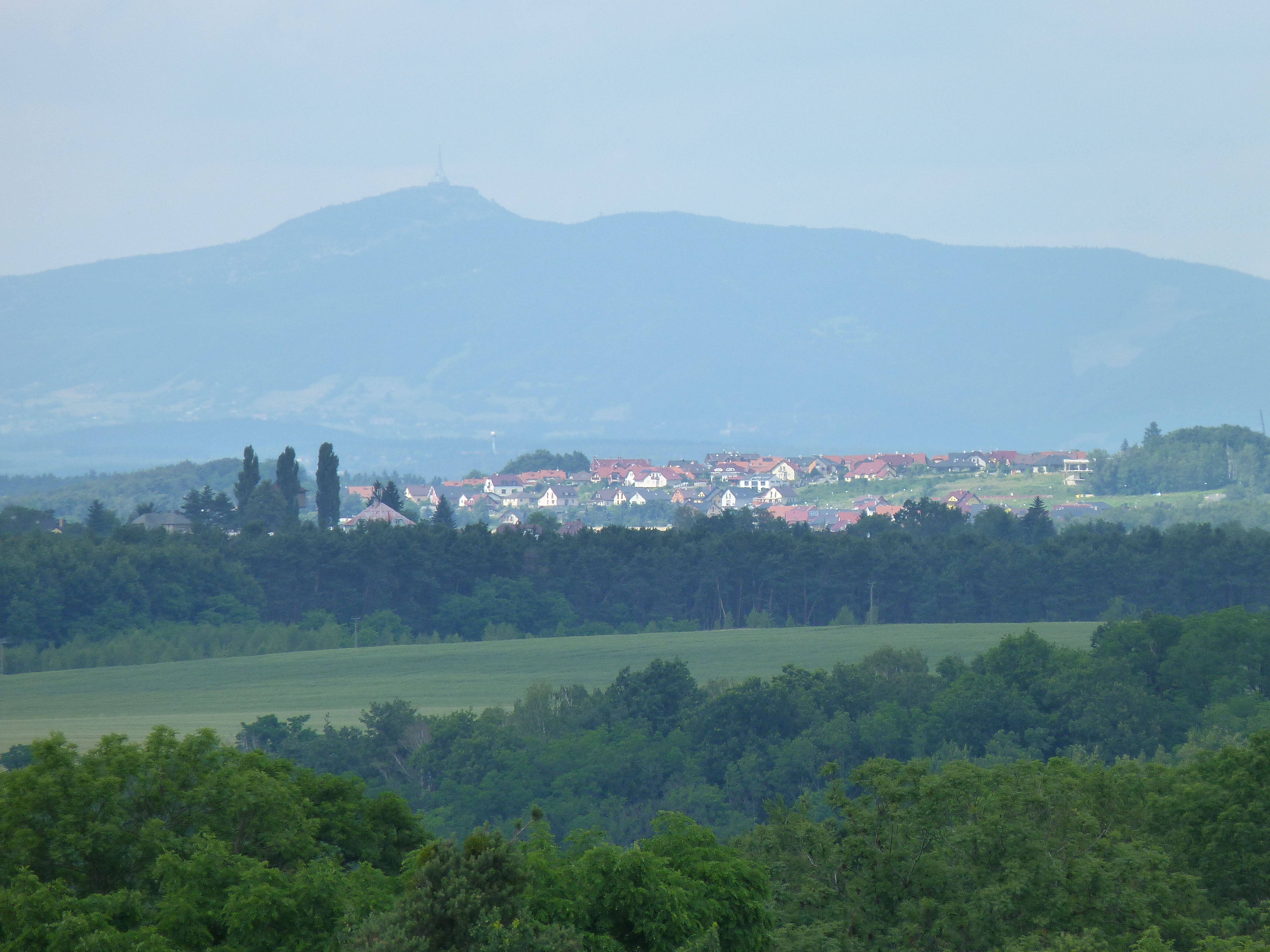
Panorama de Bradlec.
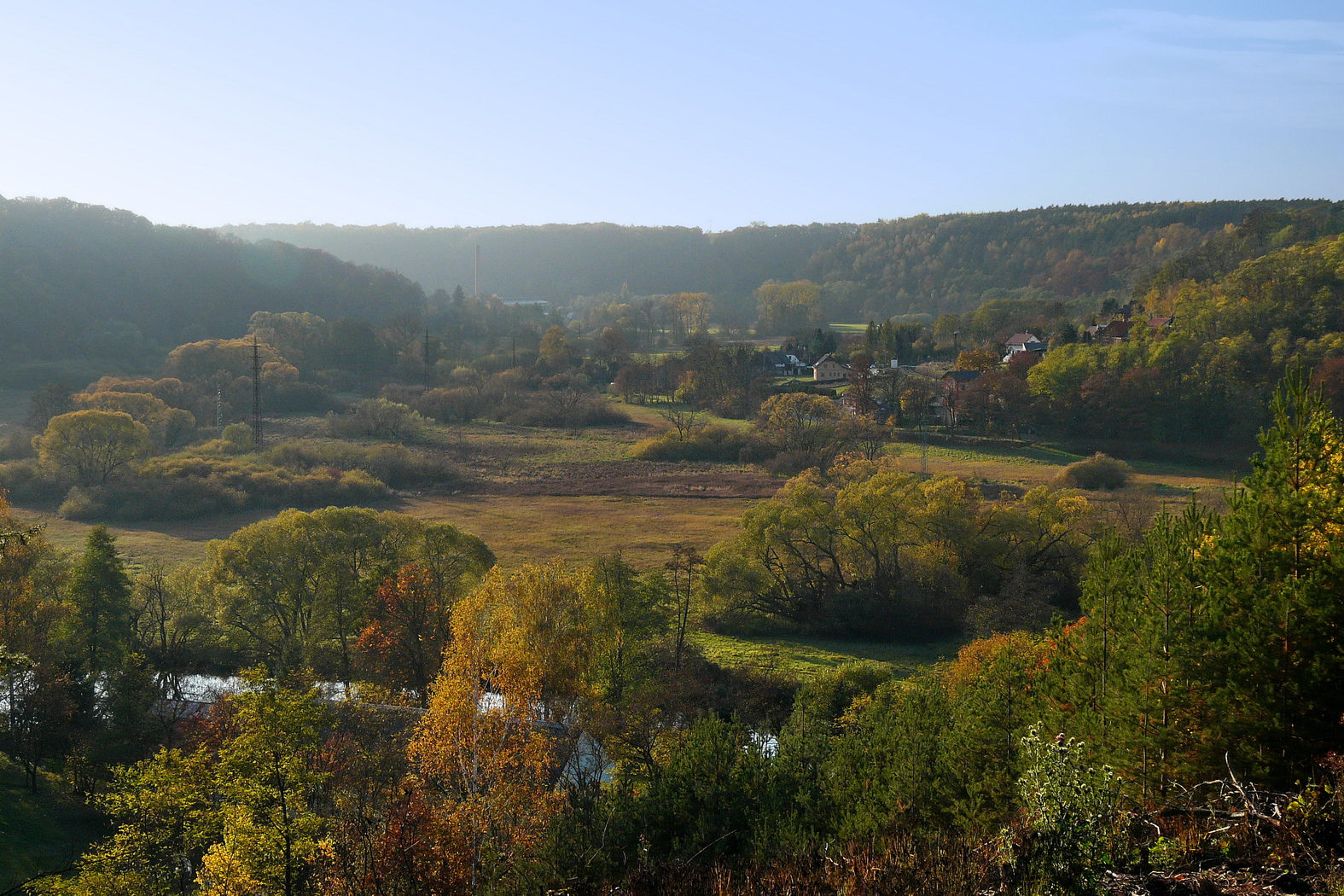
Vallée de la Jizera.